# Crenatura

Esempi di crenatura

In ambito tipografico, con il termine crenatura (noto anche con il termine inglese kerning) si indica la riduzione dello spazio in eccesso fra coppie specifiche di caratteri, attuata al fine di diminuire spazi bianchi antiestetici e dare un aspetto più omogeneo al testo.
Alcuni software di editing editoriale, per esempio Adobe InDesign e Quark XPress, permettono di modificare anche l'avvicinamento delle lettere, che è un parametro che consente di alterare ulteriormente lo spazio tra le coppie di lettere, con o senza crenatura.

## Composizione tipografica in metallo
In origine la crenatura è l'operazione di crenare, ovvero limare fisicamente le parti di un occhio sporgenti lateralmente dal fusto del carattere; il termine si usa anche per la parte stessa dell'occhio che sporge fuori dal fusto. Il termine crenare deriva dal francese créner ovvero "intaccare, segnare con una tacca", probabilmente dal gallico *crinare, prossimo al latino crena, "tacca".

### Tabelle di crenatura
| A” −146 | W. −144 | P, −139 | L” −135 | VA −123 | F. −110 | YA −104 | Te −98 |
| AV −97  | Vr −86  | PA −85  | m” −82  | a” −79  | FA −78  | UA −78  | w. −73 |
| Yt −72  | LT −64  | r, −63  | Xv −54  | Ku −46  | D, −40  | D” −36  | OA −36 |
| Hv −33  | T: −32  | DY −30  | c” −25  | my −23  | Ru −21  | aj −19  | bv −16 |
| Sp −14  | ro −13  | SR −12  | lp −12  | ot −11  | tt −10  | am −9   | fe −9  |
| vo −8   | xc −8   | yo −8   | Ix −6   | e, −6   | st −5   | he −4   | Fw −3  |
| us −3   | Ak +3   | la +3   | Oj +5   | il +5   | CO +7   | bc +9   | Xf +10 |
| fr +10  | F” +12  | wb +12  | YW +13  | So +14  | Co +15  | VT +16  | cv +16 |
| Dv +17  | OC +18  | Bc +20  | RX +20  | T” +22  | gy +24  | r: +24  | XA +25 |
| ry +29  | w; +31  | f? +76  | f” +121 |         |         |         |        |

Nei formati di carattere della tabella, come TrueType di Microsoft, i valori di crenatura sono specificati in uno schema in cui ogni voce è costituita da una coppia di caratteri e dal relativo valore di essa. Apple ha tuttavia esteso la tabella kern con funzionalità più complesse, inclusa la crenatura contestuale e basata sulla classe, che sono state successivamente trovate in OpenType, anche se non nella stessa forma. I caratteri TrueType hanno in genere diverse centinaia di coppie e alcuni ne hanno più di mille.
Poiché OpenType è un superset di tabelle Kern TrueType, esse sono ancora supportate per i font TrueType compressi come OpenType; tuttavia i font OpenType basati su PostScript (CFF) non dispongono di questa opzione. OpenType ha introdotto un nuovo modo uniforme di specificare, tra le altre cose, la crenatura, tramite la Glyph Positioning Table (GPOS).
Poiché un font OpenType può includere migliaia di glifi, e di conseguenza un numero enorme di coppie di caratteri che necessitano di crenatura, i font OpenType possono avere un elaborato sistema di tabelle e sotto-tabelle, progettato per ridurre al minimo lo spazio di archiviazione complessivo. Il Kerning ("crenatura") è trattato come parte di una vasta gamma di nuove funzioni di posizionamento dei glifi che sono memorizzate in GPOS.

### Crenatura di pedici e apici
Sebbene lo standard matematico OpenType non includa il supporto per la crenatura di pedici o apici, l'implementazione di Microsoft aggiunge estensioni per supportare questa funzionalità a partire da Office 2007.

### Crenatura nei browser
La proprietà CSS text-rendering: optimizeLegibility;abilita la crenatura in Firefox, Chrome, Safari, Opera e nel browser Android. Un'altra proprietà CSS, font-feature-settings, abilita anche la crenatura in Chrome, Edge, Firefox e il browser Android. C'è anche una proprietà CSS3 font-kerning, ma è supportata solo in Firefox (con prefisso-moz-), Chrome e Opera (con prefisso-webkit-in entrambi). La bozza CSS3 suggerisce che la crenatura dovrebbe essere sempre abilitata per i caratteri OpenType.
Alcuni critici hanno proposto di sostituire la crenatura GPOS in stile OpenType con glifi spaziatori utilizzando la Glyph Substitution Table (GSUB) di OpenType.

## Percezione nel web

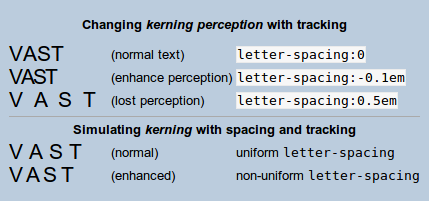
Crenatura a confronto con il tracking (letter-spacing): con la spaziatura si perde la "percezione di crenatura". Mentre il tracking (tracciamento) regola lo spazio tra i caratteri in modo uniforme, indipendentemente dai caratteri, la crenatura regola lo spazio in base alle coppie di caratteri. C'è una forte crenatura tra la "V" e la "A", e nessuna crenatura tra la "S" e la "T".

La percezione umana della crenatura può variare con la spaziatura tra le parole durante la lettura. Anche senza un controllo completo della crenatura, l'effetto può essere simulato modificando leggermente lo spazio tra le lettere. Ad esempio, nelle pagine web con CSS1, uno standard che risale al 1996, la proprietà diletter-spacingoffre opzioni per "lost" ("perso") o "percezione di crenatura migliorata" ("enhanced kerning perception") semplicemente rendendo non uniforme lo spazio tra le lettere. Il nuovo standard CSS3 include la proprietà font-kerningche consente un controllo completo della crenatura.

### Sintassi
```
font-kerning: auto;
font-kerning: normal;
font-kerning: none;

/* valori globali */
font-kerning: inherit;
font-kerning: initial;
font-kerning: revert;
font-kerning: unset;
```

auto
Il browser determina se utilizzare o meno la crenatura dei caratteri. Ad esempio, alcuni browser disabilitano la crenatura sui caratteri piccoli, poiché applicarla potrebbe danneggiare la leggibilità del testo.
normal
Le informazioni memorizzate sulla crenatura del carattere devono essere applicate.
none
Le informazioni memorizzate sulla crenatura del carattere sono disabilitate.

### Abilitare e disabilitare la crenatura

#### HTML
```
<
div
 
id
=
"kern"
></
div
>
 
<
div
 
id
=
"nokern"
></
div
>
 
<
textarea
 
id
=
"input"
>
testo
</
textarea
>

```

#### CSS
```
div
 
{
 
font-size
:
 
2
rem
;
 
font-family
:
 
serif
;
 
}
 
#
nokern
 
{
 
font-kerning
:
 
none
;
 
}
 
#
kern
 
{
 
font-kerning
:
 
normal
;
 
}

```

#### JavaScript
```
let
 
input
 
=
 
document
.
getElementById
(
'input'
);
 
let
 
kern
 
=
 
document
.
getElementById
(
'kern'
);
 
let
 
nokern
 
=
 
document
.
getElementById
(
'nokern'
);
 
input
.
addEventListener
(
'keyup'
,
 
function
()
 
{
 
kern
.
textContent
 
=
 
input
.
value
;
 
/* contenuto aggiornato */
 
nokern
.
textContent
 
=
 
input
.
value
;
 
});
 
kern
.
textContent
 
=
 
input
.
value
;
 
/* contenuto iniziale */
 
nokern
.
textContent
 
=
 
input
.
value
;

```

## Galleria d'immagini

Il glifo a destra è impostato con crenatura per sovrapporsi al carattere che lo segue (i glifi sono specchiati per la stampa).
Tre versioni della parola "WAR" nel carattere tipografico Clarendon: la versione superiore non ha crenatura, la versione centrale ha una crenatura. La versione inferiore è stata sovraccaricata di crenatura per questa combinazione di caratteri: le lettere "WA" non si bilanciano con la coppia di lettere "AR" che non si avvicina.
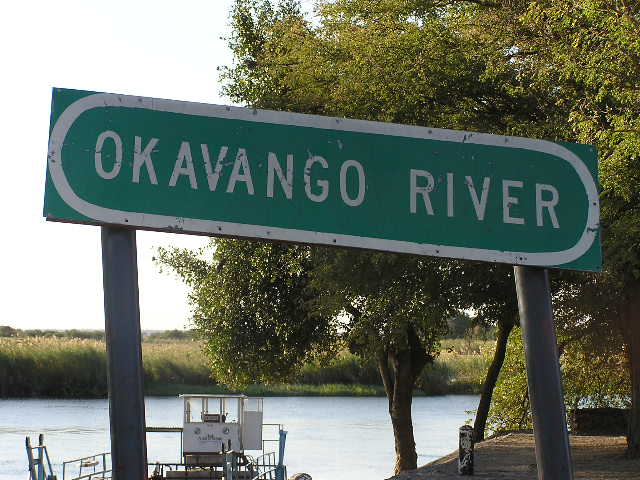
Alcune parole sono particolarmente difficili da spaziare. Il nome del fiume Okavango nell'Africa sudoccidentale è difficile perché le lettere AVA si incastrano bene, ma questo fa sembrare gli spazi su entrambi i lati molto grandi. Una spaziatura delle lettere più ampia o più stretta potrebbe aiutare in questo caso.